# Estercuel (kommunhuvudort)
Estercuel är en kommunhuvudort i Spanien.   Den ligger i provinsen Provincia de Teruel och regionen Aragonien, i den östra delen av landet, 260 km öster om huvudstaden Madrid. Estercuel ligger 837 meter över havet och antalet invånare är 312.
Terrängen runt Estercuel är huvudsakligen kuperad, men åt nordost är den platt. Runt Estercuel är det mycket glesbefolkat, med 5 invånare per kvadratkilometer. Närmaste större samhälle är Montalbán, 14,5 km väster om Estercuel. Omgivningarna runt Estercuel är i huvudsak ett öppet busklandskap.